# اسپایک دادلی
اسپایک دادلی (انگلیسی: Spike Dudley؛ زادهٔ ۱۳ اوت ۱۹۷۰) کشتی‌گیر کشتی حرفه‌ای، و آموزگار اهل ایالات متحده آمریکا است.